# Застава Сјеверне Ирске
Службена застава Сјеверне Ирске је застава Уједињеног Краљевства. Алстерски барјак је користила Сјеверноирска влада од 1953. године, па све до укидања владе и скупштине 1973. године. Од тада, барјак нема службени статус. Међутим, барјак и даље користе лојалисти и унионисти као заставу Сјеверне Ирске.
Застава Светог Патрика представља Сјеверну Ирску непосредно као Ирску у застави Уједињеног Краљевства. Понекад се истиче током Дана Светог Патрика у Сјеверној Ирској и користи се за представљање Ирске током неких краљевских догађаја.
Посљедњих година, било позива за нову, неутралну заставу Сјеверне Ирске.